# لینکلن (آرکانزاس)
لینکلن (آرکانزاس) (به انگلیسی: Lincoln, Arkansas) یک شهر در ایالات متحده آمریکا با جمعیت ۱٬۷۵۲ نفر است که در آرکانزاس واقع شده‌است.

## موقعیت جغرافیایی
موقعیت جغرافیایی شهرها و مناطق اطراف به شرح زیر است: